# 万同山
万同山（1929年—），男，江苏宜兴人，中国天文学家，中国科学院上海天文台研究员，曾任中国天文学会理事。